# Maria Valenzuela
Maria Valenzuela   (Barcelona, 18 de setembre de 1928 - l'Hospitalet de Llobregat, 6 de març de 2018) fou una pintora catalana.

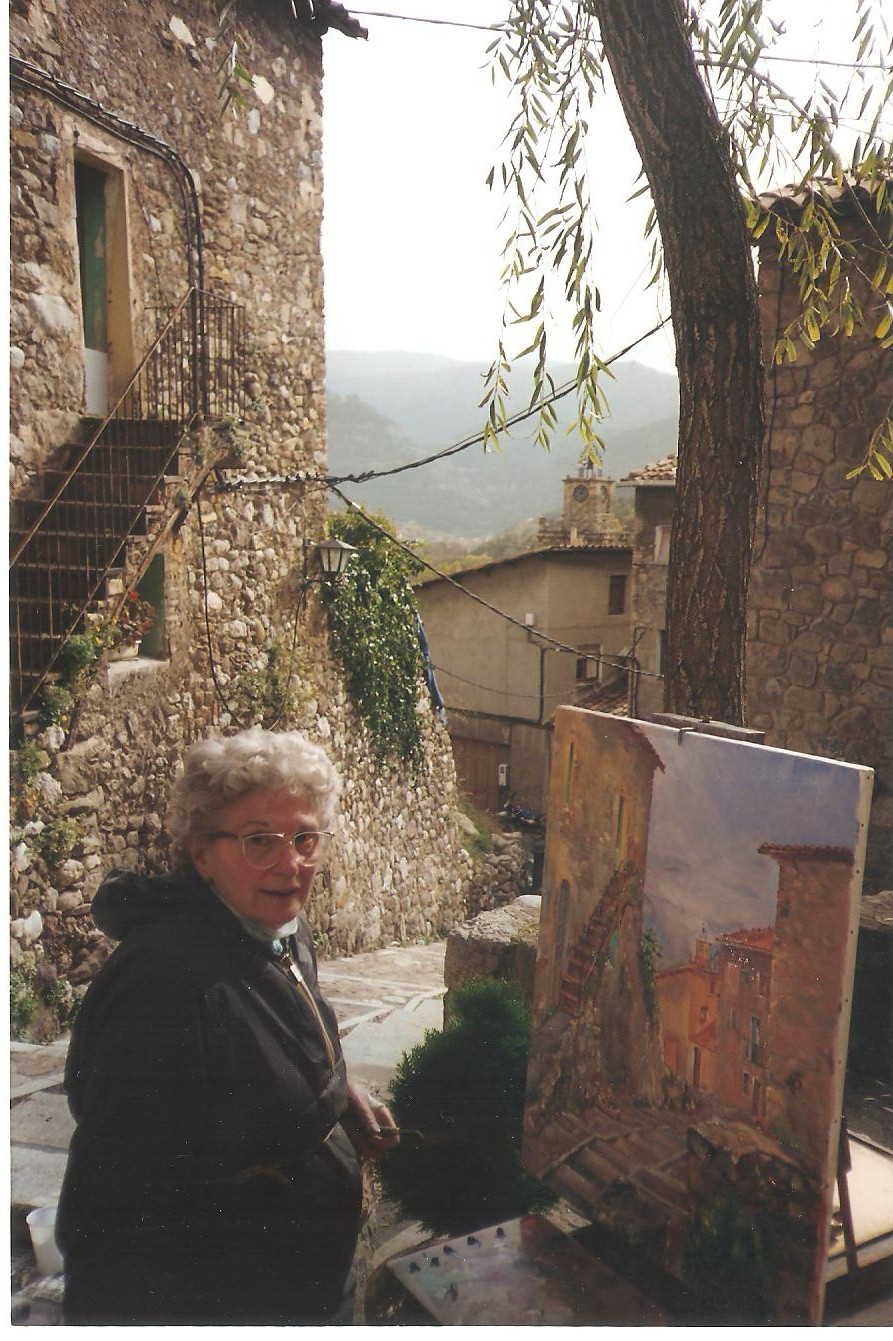
Maria Valenzuela pintant un paisatge

Filla d'una família de botiguers del barri d'Hostafrancs va començar els seus estudis pictòrics l'any 1944 a l'Escola d'Arts i Oficis de Barcelona, on el primer any va aconseguir els quatre premis que s'atorgaven. També va estudiar a l'Escola Superior de Belles Arts de Barcelona (actual Facultat de Belles Arts de la Universitat de Barcelona). Posteriorment es va formar durant sis anys amb Francisco Sainz de la Maza, així com amb els pintors Francisco Ribera, Muntaner i, especialment, l'escenògraf Josep Mestres Cabanes, de qui va aprendre la tècnica de la perspectiva i al qual ella considerava el seu mestre i mentor.
La primera exposició de la qual se'n té constància és del març de 1946, quan va participar amb un conjunt d'esmalts en el Primer Salón Femenino de Bellas Artes organitzat pel setmanari Domingo, amb el patrocini de la Direcció General de Belles Arts, que es va fer al Museu d'Art Modern de Barcelona. El 1967 va col·laborar amb Josep Mestres Cabanes, al seu estudi del Gran Teatre del Liceu, en la realització de dotze diorames sobre el descobriment d'Amèrica per Cristòfol Colom, per a Veneçuela.
Va haver de deixar la pràctica artística per dedicar-se a la família i a la botiga familiar i la va reprendre anys més tard. Així, als anys vuitanta i noranta va fer diverses exposicions individuals en espais barcelonins com la galeria De Llúria (1982), la Clínica Quirón (1989), la galeria Roglan del carrer Santaló (1991) o la Club 7-9 del passeig de Gràcia. Igualment, va exposar al Reial Cercle Artístic de Barcelona en diverses ocasions (1987, 1988 i 1992), entitat on havia ingressat gràcies al pintor Francisco Ribera. El desembre de 1996 va exposar un monogràfic de ballarines a benefici de la Companyia Juvenil de Ballet Clàssic de Catalunya, prenent com a models a les seves components.
Anys abans havia exposat a Lloret de Mar (1975 i 1976), (Los Sitios, Girona) a la Sala Xipell de Manresa, a la Sala Rovira de Sabadell el 2000 a la Galeria Amat de Lleida el 2001 i el 1985 a la Galeria Soler Casamada de Terrassa. També era membre del Cercle Artístic de Sant Lluc. Va prendre part en diferents certàmens artístics a França (Carcassona i Besiers), en els quals va obtenir alguns guardons.
Era una pintora figurativa que va treballar sobretot natura morta, paisatges, figures i temes florals, amb un estil hereu de l’impressionisme. En algunes ocasions va exposar també sanguines, representant figures i ballarines.